# Fibigia pendula
Fibigia pendula är en korsblommig växtart som först beskrevs av Pierre Edmond Boissier, och fick sitt nu gällande namn av Pierre Edmond Boissier. Fibigia pendula ingår i släktet Fibigia och familjen korsblommiga växter. Inga underarter finns listade i Catalogue of Life.